# Johannes Hooykaas Herderscheê
Johannes Hooykaas Herderscheê (Dokkum, 20 september 1822 – Nijmegen, 15 maart 1886) was een Nederlandse predikant.

## Levensloop
Johannes Hooykaas Herderscheê werd op vrijdag 20 september 1822 geboren te Dokkum als zoon van de Nederlandse Hervormde predikant Jacobus Herderscheê en Geertrui Maria Hooijkaas. Hij nam zowel de achternaam van zijn vader als die van zijn moeder aan. Na het overlijden van zijn echtgenote op 7 januari 1825 vertrok vader Jacobus in het voorjaar van 1827 met zijn drie zoons naar Hoorn, waar hij beroepen was als predikant. Op 23 september 1840 begon Johannes Hooykaas Herderscheê aan zijn studie theologie in Leiden. Daar overleed zijn oudere broer Henricus Gerhardus Herderscheê (Krimpen aan de Lek, 10 januari 1821 – Leiden, 3 maart 1842). Op 31 oktober 1844 overleed zijn vader in Hoorn.
Hooykaas Herderscheê gold als een talentvol student, wiens werk in 1845 door de theologische faculteit in Utrecht bekroond werd met een eerste prijs. In 1846 begon zijn kerkelijke loopbaan. Op 7 mei van dat jaar werd hij bevorderd tot proponent, en een jaar later werd hij bevestigd in zijn eerste gemeente: Kamperveen. De bevestiging werd gedaan door ds. J. Hooykaas uit Middelharnis over het bijbelvers Johannes 21:17; bij zijn intrede koos Hooykaas Herderscheê voor Marcus 10:40.
Twee jaar later verloor hij zijn jongere zus Margaretha Johanna (Dokkum, 20 september 1824 – Amsterdam 14 december 1848). 
In 1850 werd Hooykaas Herderscheê beroepen in Edam, waar hij op 20 oktober bevestigd werd door ds. J.H. Tersteeg (Handelingen 23:24–25, intrede met 1 Tessalonicenzen 5:19). Hier nam hij op 12 april 1852 afscheid met een preek over Hebreeën 13:20–21, waarna hij zich in Nijmegen vestigde. Ds. Evert Pijnappel van Voorthuyzen bevestigde hem op 8 april 1852 als predikant met de tekst van 1 Korintiërs 4:1–2, waarna hij intrede deed met een preek over 1 Korintiërs 15:14a. In deze overwegend rooms-katholieke stad, in en om de hervormde Grote of Sint-Stevenskerk, zou zich het grootste deel van zijn werkzame leven afspelen. In de nacht van 5 op 6 januari 1883 werd Hooykaas Herderscheê getroffen door een beroerte, die hem voorgoed invalide maakte. Hij kreeg in december 1883 eervol emeritaat. In februari 1885, een jaar voor zijn dood, ontving hij afscheidsgeschenken van zijn kerkelijke gemeente en van zestig hoogleraren en predikanten uit heel Nederland
Op 15 maart 1886 is Hooykaas Herderscheê overleden in zijn huis in de destijds lommerrijke buitenwijk St.-Anna. Zijn begrafenis op 19 maart 1886 buiten de toenmalige Hert(og)steegpoort kreeg aandacht in diverse landelijke kranten en tijdschriften, waaronder De Hervorming. Het graf van Hooykaas Herderscheê en zijn echtgenote is bewaard gebleven aan de huidige Prins Bernhardstraat (rij 5, graf 141) in Nijmegen.

## Theologische opvattingen
In de tweede helft van de 19e eeuw werd de Nederlandse Hervormde Kerk gekenmerkt door een richtingenstrijd. Tegenover de orthodoxe richting stonden onder meer de Groninger richting en de vrijzinnige richting van de 'moderne theologie'. Binnen de richtingen bestonden ook weer verschillen van inzicht over de Bijbel, de kerk, de verhouding tussen geloof en wetenschap, enzovoort. In de moderne richting werden de zogenaamde ‘middelende modernen’ (zoals de Leidse oudtestamenticus Abraham Kuenen), die nog enige mate van supranaturalisme aanvaardden, onderscheiden van de ‘ethisch-modernen’, waartoe Hooykaas Herderscheê zich rekende. Deze laatsten wezen op basis van hun scherpe onderscheid tussen geloofsvoorstellingen en geloofsinhouden iedere vorm van supranaturalisme radicaal af. In plaats daarvan stonden zij juist een ‘godsdienst der ervaring’ voor en benadrukten ze de werking van de Geest in het menselijk leven. Hun merkwaardige, sterk door Kants ethiek bepaalde godsbegrip stuitte buiten de eigen kring op veel onbegrip en werd zelfs met atheïsme in verband gebracht. In zijn artikel ‘Schakeersels van modernen’, Theologisch Tijdschrift 9 (1875), 76–92, legt hij zijn positie uit in verhouding tot de posities van andere modernen.

## Publicaties
- ‘Aquila en Priscilla’, in: J. v.d. Ven & H. Vrendenberg (eds.), Geloof en leven. Bijdragen ter bevordering van godsdienstige volksontwikkeling ..., 18XX
- Vergelijking van den Eersten Brief van Petrus met de Petrinische redevoeringen in de Handelingen der Apostelen, z.pl. 1845.
- Vriendschap, wetenschap, maatschappelijk leven, Leiden: Gebhard en Hazenberg, 1850.
- De zon van het Afschaffingsgenootschap verduisterd, Leiden & Amsterdam 1851.
- Leerredenen ter gedachtenis aan zijne vrienden in Edam, Nijmegen: D.J. Haspels, 1852.
- De Christen bij zijne dooden. Iets voor het klaaghuis, Nijmegen 1853.
- vertalining: Mejer, Otto Karl Alexander (vert. & bew. Johannes Hooijkaas Herderscheê), De Propaganda, voornamelijk in Protestantsche landen. Naar officiële bronnen, met statistieke opgave van missiën tot uitbreiding der Katholijke kerk over de geheele aarde, Arnhem: G.W. van der Wiel, 1854 (1e druk), 1862 (2e druk).
- ‘Hofstede de Groot, Pauli conversio’, Godgeleerde Bijdragen 30 (1856), 243–246.
- ‘H.P. Berlage, Disquisitio’, Godgeleerde Bijdragen 30 (1856), 481–490.
- ‘Het gebruik van den Bijbel’, Leerredenen tot bevordering van evangelische kennis en Christelijk leven 12 (1856), …–…
- ‘Gods gebod niet vèr te zoeken’, Leerredenen tot bevordering van evangelische kennis en Christelijk leven 12 (1856), …–…
- ‘Brief aan een student in de Theologie’, Godgeleerde Bijdragen 31 (1857), 449–470.
- ‘De Theologie van J.H. Scholten’, Godgeleerde Bijdragen 32 (1858), 578–594.
- Opwekkend woord voor vrienden van het Nederlandsche Zendelinggenootschap te midden van de strijd, z.pl. 1859.
- ‘Een nieuwe Bijbel’, Bijbelvriend N.R. 1 (1860), 22–26.
- ‘Hebben wij vrijheid tot het vrije denken?’, Bijbelvriend N.R. 1 (1860), 51–58.
- ‘God in de natuur’, Bijbelvriend N.R. 1 (1860), 58–62.
- ‘Toelichting van het motto’, Bijbelvriend N.R. 1 (1860), 63–64.
- ‘Neen, waarlijk geen fabel’, Bijbelvriend N.R. 1 (1860), 97–100.
- ‘Psalm CXIX:105’, Bijbelvriend N.R. 1 (1860), 315–317.
- ‘Het lijden van Paulus een tegenhanger van het lijden van Christus’, Bijbelvriend N.R. 1 (1860), 348–354.
- ‘De wijzen uit het Oosten’, Bijbelvriend N.R. 2 (1861), 16–31.
- ‘Gods werk en het werk des menschen’, Bijbelvriend N.R. 2 (1861), 90–101.
- ‘Wat is wereldbeschouwing?’, Bijbelvriend N.R. 2 (1861), 131–132.
- “Vrij ongepast”, Bijbelvriend N.R. 2 (1861), 365–368.
- Jezusprediking naar tijdsgelegenheid, Nijmegen: H.C.A. Thieme, 1862.
- Aan den Jurist, ambtenaar van het Openbaar Ministerie in zake Moderne Theologie. Pleidooi buiten rechten, Nijmegen 1862.
- ‘De toon van ’s menschen dagtaak in het lied voor den Schepper des heelals’, Leerredenen tot bevordering van evangelische kennis en Christelijk leven … (1862), …–…
- ‘Jezus door Johannes gedoopt’, Bijbelvriend N.R. 3 (1862), 273–295.
- ‘Rustig ingaan in den dood’, Bijbelvriend N.R. 3 (1862), 27–38.
- ‘Theologie en theologanten’, Bijbelvriend N.R. 4 (1863), 384.
- ‘Oude dingen?’, Bijbelvriend N.R. 4 (1863), 382–383.
- ‘Een onreine in den tempel’, Bijbelvriend N.R. 4 (1863), 327–328.
- ‘Godsdienstonderwijs’, Bijbelvriend N.R. 4 (1863), 320–327.
- ‘Gelooft gij in den Vader en den Zoon en den Heiligen Geest?’, Bijbelvriend N.R. 4 (1863), 143–167.
- ‘Nieuwe hemelen en eene nieuwe aarde (bijdrage betreffende de leer van het eeuwige leven)’, Bijbelvriend N.R. 5 (1864), 262–283.
- ‘Aan de lezers’, Bijbelvriend N.R. 5 (1864), 181–182.
- ‘De geest waarin Jezus werkte’, Bijbelvriend N.R. 5 (1864), 89–103.
- ‘Nog een woord over het wonder’, Bijbelvriend N.R. 5 (1864), 29–31.
- Anathema, Nijmegen: H.C.A. Thieme, 1864.
- Bijlage tot de beschrijving der jongste geschiedenis van het Nederlandsch Zendelinggenootschap, Nijmegen: H.C.A. Thieme, 1864.
- ‘De zaligspreking van de armen’, Nieuw en oud N.R. 6 (1864), 31–35.
- ‘Dr. Zaalberg over Strausz’, Nieuw en oud N.R. 6 (1864), 155–162.
- ‘Driekoningen in 1555. Eene bladzijde uit het geschiedboek der Hervorming’, Evangelische Volksalmanak z.nr. (1865), 65–75.
- ‘Verslag, uitgebracht in de twaalfde algemeene vergadering der Evangelische Maatschappij’, Evangelische Volksalmanak z.nr. (1865), lxxiv–xc.
- ‘Het Joodsche en het Christelijke Godsbegrip’, Stuiverspreeken … (1865), …–…
- ‘Nieuwjaarspreek’, Stuiverspreeken … (1865), …–…
- ‘Een paar zendingsvragen’, Nieuw en oud N.R. 7 (1865), 127–128.
- ‘Het eerste tijdperk van Jezus’ leven’, Nieuw en oud N.R. 7 (1865), 213–229.
- ‘Godsdienstonderwijs bij middelbaar onderwijs’, Nieuw en oud N.R. 7 (1865), 311–314.
- ‘Voorstel aanhangig bij het Zendelinggenootschap’, Nieuw en oud N.R. 7 (1865), 314–318.
- ‘De beste leeraar’, Nieuw en oud N.R. 7 (1865), 359–372.
- ‘De anti-kerkelijke godsdienst’, Nieuw en oud N.R. 8 (1866), 137–138.
- ‘Hase en Scholten’, Nieuw en oud N.R. 8 (1866), 90.
- ‘Het Bâbisme’, Nieuw en oud z.nr. (1866), 377–389.
- ‘Ter gedachtenis van Nederlands verlossing’, Nieuw en oud z.nr. (1866), 299–315.
- ‘Aan lezers van de Spectator’, Nieuw en oud z.nr. (1866), 97–98.
- ‘Positivisme’, Nieuw en oud z.nr. (1866), 45–46.
- Aan Cd. Busken Huet, adviseerend lid van de Hervormde Kerk, Nijmegen: H.C.A. Thieme, 1866.
- ‘Het bijgeloof’, Evangelische Volksalmanak z.nr. (1866), 10–17.
- ‘De encykliek van Pius IX’, Evangelische Volksalmanak z.nr. (1866), 43–51.
- "De nieuwe richting in het leven”, Nieuw en oud z.nr. (1867), 486.
- ‘Verkiezings-reglement’, Nieuw en oud z.nr. (1867), 456.
- ‘Aan Dr. Burger’, Nieuw en oud z.nr. (1867), 481–486.
- ‘Aanstipping’, Nieuw en oud z.nr. (1867), 376.
- ‘Aanstipping’, Nieuw en oud z.nr. (1867), 322–326.
- ‘Aanstipping’, Nieuw en oud z.nr. (1867), 215–216.
- ‘Een woord aan den jongeren amtsbroeder’, Nieuw en oud z.nr. (1867), 253–262.
- "De Schepping.” Een gedicht van J.J.L. ten Kate’, Nieuw en oud z.nr. (1867), 39–49, 94–105.
- ‘Algemeen verslag, uitgebracht in de veertiende algemeene vergadering der Evangelische Maatschappij’, Evangelische Volksalmanak z.nr. (1867), lxxvii–xciii.
- Toespraak van de voorzitter der schoolcommissie bij de opening van de jongejuffrouwenschool te Nijmegen, Nijmegen 1867.
- ‘Raak mij niet aan’, Stuiverspreeken … (1867), …–…
- ‘De Synode en de doopsformule’, Nieuw en oud z.nr. (1868), 435–446.
- ‘De adeldom van Christus’, Nieuw en oud z.nr. (1868), 403–406.
- ‘Uit Oostenrijk’, Nieuw en oud z.nr. (1868), 172–175.
- ‘Nazomer’, Nieuw en oud z.nr. (1868), 511–512.
- ‘Aanstipping’, Nieuw en oud z.nr. (1868), 539–542.
- ‘Aanstipping’, Nieuw en oud z.nr. (1868), 360–362.
- ‘Aanstipping’, Nieuw en oud z.nr. (1868), 334.
- ‘Aanstipping’, Nieuw en oud z.nr. (1868), 228.
- ‘Aanstipping’, Nieuw en oud z.nr. (1868), 176–178.
- ‘Aanstipping’, Nieuw en oud z.nr. (1868), 59–68.
- ‘Uitroeiing van schadelijke gewassen’, Nieuw en oud z.nr. (1869), 519–533.
- ‘Kerkleer en natuurwetenschap’, Nieuw en oud z.nr. (1869), 453–454.
- ‘Bijdrage tot billijke beoordeling van het Positivisme’, Nieuw en oud z.nr. (1869), 311–338.
- "De doopsformule”, Nieuw en oud z.nr. (1869), 286–309.
- ‘Aanstipping’, Nieuw en oud z.nr. (1869), 245–246.
- ‘Modern en religieus’, Nieuw en oud z.nr. (1869), 183–206.
- ‘Aan welke zijde is nu de leugen?’, Nieuw en oud z.nr. (1869), 119–120.
- ‘Onze roeping in de 19de eeuw’, Nieuw en oud z.nr. (1869), 31–46.
- ‘Aanteekening op ’t artikel »Godsdienst zonder dogme.”’, Nieuw en oud z.nr. (1870), 102–104.
- ‘Dr. Nippold en Van Koetsveld’, Nieuw en oud z.nr. (1870), 172.
- ‘Lezingen over de godsdienst’, Nieuw en oud z.nr. (1870), 259–270.
- ‘Godsdienstoefeningen van de moderne richting in Neuchâtel’, Nieuw en oud z.nr. (1870), 250–258.
- ‘De heer Lohr en de Kerkelijke Courant’, Nieuw en oud z.nr. (1870), 379–384, 426–428.
- ‘Aanstipping’, Nieuw en oud z.nr. (1870), 502–504.
- ‘Aanstipping’, Nieuw en oud z.nr. (1870), 303–306.
- ‘Wat is er van den tegenwoordigen oorlog te wachten voor ’t godsdienstig leven?’, Nieuw en oud z.nr. (1870), 467–475.
- ‘George Sand’, Nieuw en oud z.nr. (1870), 108.
- ‘Hervorming van de Roomsche Kerk’, Nieuw en oud z.nr. (1870), 105–108.
- ‘Herderlooze schapen’, Evangelische Volksalmanak z.nr. (1870), 5–17.
- ‘De eenheid der Roomsch-Katholieke Kerk’, Evangelische Volksalmanak z.nr. (1870), 76–79.
- ‘Proeve van onderzoek naar de waarde van een Godsbegrip’, Nieuw en oud z.nr. (1871), 501–516.
- ‘Kerkgeschiedschrijving’, Nieuw en oud z.nr. (1871), 491–500.
- ‘Godsdienstige geestdrift en godsdienst’, Nieuw en oud z.nr. (1871), 447–490.
- ‘Aanstipping’, Nieuw en oud z.nr. (1871), 283–290.
- ‘Proeve tot betere verklaring van Genesis IV:11’, Nieuw en oud z.nr. (1871), 281–283.
- ‘Stichtelijke aanteekening op het »verloren paradijs” van Genesis’, Nieuw en oud z.nr. (1871), 262–274.
- ‘Bijbelsche verhalen voor kinderen’, Nieuw en oud z.nr. (1871), 93–110.
- "De Bijbel in het huisgezin”, Nieuw en oud z.nr. (1871), 91–92.
- ‘Pater Hyacinthe’, Evangelische Volksalmanak z.nr. (1871), 1–8.
- ‘Baboo Keshub Chunder Sen. Een belangrijke avond’, Evangelische Volksalmanak z.nr. (1871), 9–14.
- ‘Wat is een kerkgenootschap?’, Nieuw kerkelijk weekblad 18 februari 1872.
- Bijdrage tot de kennis van onzen kerkelijken toestand. Geschiedenis der bevestiging van kerkeraadsleden te Nijmegen 7 Januari 1872, Nijmegen: H.C.A. Thieme, 1872.
- ‘Wat is een kerkgenootschap?’, Nieuw kerkelijk weekblad 18 februari 1872.
- Een hoorn des overvloeds. Herdenking van vijfentwintigjarige evangeliedienst, Nijmegen: H.C.A. Thieme, 1872.
- ‘Een geloofsvervolging’, Evangelische Volksalmanak z.nr. (1872), 60–66.
- ‘Baboo Keshub Chunder Sen’, Evangelische Volksalmanak z.nr. (1872), 90–95.
- ‘Eene donkere toekomst’, Evangelische Volksalmanak z.nr. (1872), 1–26.
- ‘Het suizen van de zachte stilte’, Godsdienstig Album 1872, 25–36.
- Hulde aan F.S. Kraayvanger, voormalig R.K. geestelijke, z.pl.: De Hervorming, 1873.
- Het karakter der onafhankelijke Theologie. Eene redevoering, beoordeeld door Joh. Hooykaas Herderscheê, Nijmegen: Blomhert & Timmerman, 1873.
- ‘Petrus Arbues’, Evangelische Volksalmanak z.nr. (1873), 1–9.
- ‘Een verblijdend levensteeken’, Evangelische Volksalmanak z.nr. (1873), 95.
- ‘Een geloofsvervolging in 1872’, Evangelische Volksalmanak z.nr. (1873), 89–94.
- ‘Het karakter der onafhankelijke Theologie. Eene redevoering, beoordeeld door Johs. Hooykaas Herderscheê’, Bibliotheek van Moderne Theologie en Letterkunde serie 2, jrg. 5, deel 1 (1873), 256–272.
- ‘Het Anglo-Katholicisme’, Bibliotheek van Moderne Theologie en Letterkunde serie 2, jrg. 5, nr. 1 (1873), 213–227.
- ‘Geloof in een God, dien wij niet begrijpen’, in: Taal des Geloofs. Godsdienstige toespraken van C.P. Tiele, G. van Gorkum, Joh. Hooykaas Herderscheê e.a., z.pl. 1873, …–…
- ‘Eene stem uit de pastorie, ter zake van het Theologisch Tijdschrift’, De Hervorming van 26 februari 1874, nr. 9.
- 'Aan Prof. L.W.E. Rauwenhoff’, De Hervorming 19 maart 1874, nr. 12.
- ‘Wandelen op de Zee’, in: Taal des geloofs. Godsdienstige toespraken van Dr. A. Kuenen, Ds. Hooykaas Herderscheê, Ds. E.C. Jungius, Ds. N.C. Balsem, Ds. Jo. de Vries, Ds. W. de Meijïer, Ds. B.C.J. Mosselmans, Ds. L.S.P. Meiboom, Dr. G. van Gorkom, Ds. P.H. Hugenholtz Jr., Ds. A.G. van Hamel, Dr. L.H. Slotemaker, Haarlem: I. de Haan, 1874, 27–47.
- ‘Zware strijd door de verwoestingen des doods’, Godsdienstig Album. Stichtelijke lektuur uit Nederland en uit den vreemde 4 (1874), 357–367.
- ‘Als laatste vijand de dood vernietigd’, Onze Godsdienstprediking … (1875), …–…
- ‘Schakeersels van Modernen’, Theologisch Tijdschrift 9 (1875), 76–92.
- ‘De godsdienst der ervaring en hare verhouding tot het bidden’, in: Godsdienst, volgens de beginselen der ethische richting onder de modernen. Vier lezingen, ’s-Hertogenbosch: G.H. van der Schuyt, 1876, 41–80.
- Niet uitgeworpen. Toespraak van Johs. Hooijkaas Herderscheê, gehouden 9 april 1876 en gevolgd door een vonnis tot schorsing in het predikambt, Nijmegen: Blomhert & Timmerman, 1876.
- ‘Wat moet de Nederlandsche Hervormde Kerk doen voor de opleiding van hare aanstaande leeraars, nu de faculteit der godgeleerdheid aan de staatshoogescholen terecht van haar is losgemaakt’, De Hervorming 13 en 20 juli 1876.
- Wiersma, J.N., Ervaringen gedurende mijn twaalfjarig zendingsleven. Met voorrede door Joh. Hooijkaas Herderscheê, Rotterdam: Storm Lotz, 1876.
- Hooijkaas Herderscheê, Johannes, ‘Het samenbindend vermogen der godsdienstige vrijheid’, Godsdienstig Album. Stichtelijke lektuur uit Nederland en uit den vreemde 7 (1877), 161–193.
- Wasdom te midden der ontbinding. Eene stem uit de diepten der kerkelijke ellende, Nijmegen: Blomhert & Timmerman, 1877.
- ‘De Christologie beschouwd van Ethisch-Modern standpunt’, Bibliotheek van Moderne Theologie en Letterkunde serie 2, jrg. 9, nr. 2 (1877), 121–163.
- ‘Beeld en werkelijkheid’, Stemmen uit de vrije gemeente 2 (1880), 283–299, 314–330.
- ‘Samenspraak tusschen Art. VII en Prof. Doedes’, Bijblad van De Hervorming … (1880), …–…
- ‘Bemoediging van den zondaar’, Onze Godsdienstprediking 6 (1880), …–…
- ‘De persoon van Jezus geen hoofdzaak’, Onze Godsdienstprediking 8 (1882), …–…
- ‘Een woord van dank’, De Hervorming, jrg. 1884, nr. 10 (8 maart 1884), 42.
- ‘Getuigenis voor de ethische richting uitgelokt door een persoonlijk feit’, Bijblad van De Hervorming, jrg. 1884, nr. 8 (23 augustus 1884), 117–123.
- Najaarsbloemen, Nijmegen: H.C.A. Thieme, 1884.
- ‘De godsdienst stervende?’, Stemmen uit de vrije gemeente 6 (1884), 320–334.